# Donačka Gora
Donačka Gora este o localitate din comuna Rogatec, Slovenia, cu o populație de 185 de locuitori.